# Mészáros Gábor (pártmunkás)
Mészáros Gábor, szül. Kohn Gábor (1896 – Budapest, 1920. február 19.) húsipari munkás, pártmunkás.

## Élete
Az első világháború alatt orosz hadifogságba esett. Tomszkban, a helyi hadifogolytáborban ismerte meg mások mellett Kun Bélát, agitált, és belépett az oroszországi magyar kommunista szervezetbe. Az 1917-es októberi orosz forradalmat követően Moszkvába utazott, ahol a kommunista párt futárszolgálatra osztotta be. 1918 májusában pártszervezésre illetve agitációs munkára a német haderő uralta területre küldték, ám lebukott és halálra ítélték. Megszökött, és az OK(b)P megbízásából Finnországban, majd Ukrajnában volt kiküldetésen. 1918 végén került vissza Magyarországra, részt vett a Kommunisták Magyarországi Pártja megszervezésében, ám nem sokáig maradt hazájában, mivel a KMP László Jenővel együtt Szlovákiába küldte, ahol a helyi kommunistáknak nyújtott segítséget pártjuk létrehozásában. Nemsokára visszatért, s Rudas Lászlóval együtt a Komintern alakuló kongresszusára küldték. A proletárdiktatúra alatt szervezte a Vörös Hadsereget, és az I. Vörös Hadtest politikai megbízottja volt. Fellépett a szerinte ellenforradalmi tisztek ellen, és sürgette, a "proletár parancsnokképző" felállítását. A vörösök bukása után elfogták, azonban megszökött, és Ausztriába emigrált, ám több ízben visszatért Magyarországra, hogy szervezze az illegális KMP-t, annak szervezeteit. 1920 elején újra elfogták. Erről Hamburger Jenő Mártírok című 1921-es művében így írt:
Alapos előkészületek után elindult. Csak Királyhidáig jutott el, a vagont, amelyben utazott, fehér tiszti kordon vette körül. Két hét óta várták - amint mondották - Kohn Gábort. Megláncolva bevitték a királyhidai fogházba, hogy este 9-kor továbbítsák Pestre. A fogháznak üres cellája nem volt, s ezért belökték az egyikbe, ahol két bécsi csempész ült. Ezektől Kohn Gábor a menekülés lehetőségei iránt érdeklődött. [...] Este 9 előtt egy tiszt, egy csendőrőrmester és egy szuronyos katona jöttek be a cellába. A tiszt valamit mondani akart, Gábor fejjel a gyomrának ugrott, a tiszt felbukott. [...] A folyosó végében álló őr utánalőtt [...] Két napig bujdokolt, a harmadik nap legyöngülve, kivérezve - mert a lövés a fején találta - a packforti Lajta-híd osztrák oldalán két magyar csendőr felismerte, megkötözte, s elhurcolta.
Ismét a kelenföldi laktanyába vitték, ahol Prónay emberei végeztek vele. A Vadas testvérekével (Márton és Andor) együtt holttestét a Dunába dobták.

## Emlékezete
- Emléktáblája a budapesti Fiumei úti sírkertben, a Munkásmozgalmi Pantheon első pilonján található.
- Kubinyi Ferenc: A futár, Zrínyi Katonai Könyv- és Lapkiadó, Budapest, 1970, 227 oldal[3]
- Róla mintázta Bors Mátét, a Bors című regény főhősét Fülöp János.[4]